# 松友美佐紀
松友美佐紀（日语：／ Matsutomo Misaki，1992年2月8日—），生於日本德島縣板野郡藍住町，日本女子羽毛球運動員，亦為現役日本國家羽毛球隊（A隊）成員，畢業於德島市立德島中学校及聖厄休拉学院英智高等学校，現隸屬於BIPROGY株式會社。她與高橋禮華的組合，於2014年10月30日首次登上女雙世界排名第1位，成為首對登上世界排名第1位的日本組合。被媒體、球迷称为「鬆糕组合」。2016年，松友美佐紀與高橋禮華獲得世界羽聯頒發的「年度最佳女運動員」。
松友美佐紀與搭檔高橋禮華是第一組在亞洲羽毛球錦標賽贏得女子雙打冠軍並達成二連霸（2016年、2017年）的日本選手，還曾經奪得亞運會銀牌、全英公開賽冠軍以及世界羽毛球錦標賽季軍，同時也是幫助日本在優霸盃、蘇迪曼盃及亞運會等團體賽贏得獎牌的主力之一。兩人于2016年奧林匹克運動會擊敗丹麦组合的克里斯汀娜·彼德森/卡米拉·吕特·尤尔夺冠，為日本贏得第一面羽毛球奧運金牌。在國內賽方面，松友曾於全日本綜合羽毛球錦標賽贏得四次女雙及兩次混雙冠軍。

## 簡歷

### 早年及出道

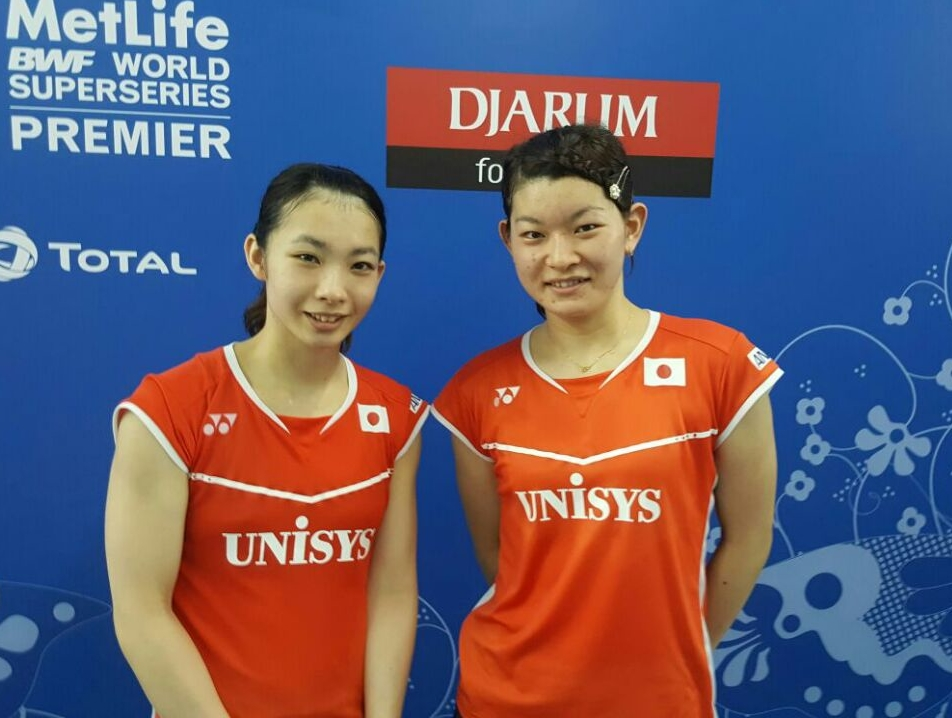
松友美佐紀（左）與她的雙打搭檔高橋禮華（2016年6月）。

松友美佐紀自幼已受母親薰陶愛上羽毛球運動，6歲起便開始參加羽毛球比賽，曾在小學和初中期間，多次贏得全國大賽的女單冠軍。在德島市立德島中学校畢業後，松友轉到宮城縣的聖厄休拉学院英智高等学校就讀，並在二年級時，協助學校在全國高中生大賽贏得了女單、女雙和團體三項冠軍的輝煌成績。

### 2008年-2009年 国际赛及大獎賽夺冠
2008年4月，她与和田周出战大阪羽毛球國際挑戰賽，在混双準决赛以0比2（18-21、14-21）不敌韩国的權利九/河貞恩。同年11月，她在高中一年級時開始跟同校前輩高橋禮華搭檔女雙，二人在2008年全日本綜合羽毛球錦標賽中首次挑戰成人組別賽事，最終打進準決賽並贏得季軍。
2009年4月，松友美佐紀与高橋禮華出戰大阪國際挑戰賽，接連在在八強和準決賽中擊敗兩對國家隊的組合松尾靜香/內藤真實及藤井瑞希/垣岩令佳，并且在决赛以2比1（21-16、16-21、24-22）再次击败了國家隊的森加織/脇坂郁贏得首項成人國際賽冠軍。同年9月，她首次獲派出國，出戰比利時羽毛球國際賽，在女单决赛以1比2（14-21、21-14、16-21）不敌赛会2号种子、荷兰名将的姚洁，赢得亚军；此外，还与高橋禮華的女双决赛以2比1（21-8、18-21、21-13）逆转了跨国组合的（苏格兰：Emma Mason/英格兰：萨曼塔·沃德，赢得赛季国际赛第二个冠军。同年12月，她与高橋禮華出战印度羽毛球大獎賽，在女双决赛以2比1（21-14、15-21、21-15）击败了印尼的娜达娅·美拉提/德维·蒂卡·佩马塔萨里，夺得其首个国际大獎賽女双冠军。
同年，松友美佐紀在全國高中生大賽未能衛冕女單冠軍，但卻在12月頭舉行的全日本綜合羽毛球錦標賽打進女單準決賽，最後僅負於國家隊奧運代表廣瀨榮理子，獲得季軍。

### 2010年 世青賽女單奪亞
2010年1月，她与高橋禮華出战韓國羽毛球超級賽，首次打進八強。同年4月，她与高橋禮華出战大阪羽毛球國際挑戰賽，在女双决赛以0比2（19-21、16-21）不敌赛会头号种子、队友的藤井瑞希/垣岩令佳，赢得亚军。同年4月，她代表日本參加墨西哥瓜達拉哈拉舉行的世界青年羽毛球錦標賽，在女單決賽與泰國選手拉差诺·因达农苦戰三局，最終以1比2（13-21、21-16、10-21）落敗，屈居亞軍。年底12月，她與高橋禮華雙雙入選日本國家羽毛球隊，並於高中畢業後一同加入日本Unisys株式會社羽毛球隊。二人在年內贏得全日本社會人羽毛球大賽女雙冠軍及全日本綜合羽毛球錦標賽第三名。

### 2011年 專攻雙打
2011年期间，松友美佐紀为了爭取翌年倫敦奧運的參賽資格，決定放棄單打項目，專攻雙打但她在這一年的成績並不出色，只贏得一個冠军。同年6月，她分别與高橋禮華以及早川賢一出战俄羅斯羽毛球大獎賽，在女双决赛以0比2（20-22、18-21）不敌赛会头号种子、东道主的瓦莱里亚·索罗金娜/尼娜·维斯洛娃，赢得亚军；而混双準决赛以1比2（21-15、18-21、10-21）不敌赛会2号种子、东道主的亚历山大·尼科拉恩科/瓦莱里亚·索罗金娜。同年8月，她參加英國倫敦舉行的世界羽毛球錦標賽女子雙打項目。她與高橋禮華以15號種子身分出戰，但在16強就以1比2（21-18、15-21、17-21）不敵日本隊隊友、3號種子的前田美順/末綱聰子出局。同年12月，她們首次在全日本綜合羽毛球錦標賽贏得女雙冠軍。

### 2012年 黃金大獎賽奪冠
踏入2012年，松友美佐紀和高橋禮華在國際賽成績上取得大突破，先後贏得美國黃金大獎賽、加拿大大獎賽及印尼黃金大獎賽三項大獎賽冠軍；年內又協助國家隊在武漢舉行的優霸盃中奪得季軍。然而，由於國家名額限制，她們最終未能取得倫敦奧運的參賽資格。
2012年4月，松友美佐紀與早川賢一出戰澳洲羽毛球黃金大獎賽，在混雙準決賽以1比2（21-18、19-21、6-21）不敵賽會2號種子、臺灣強檔的陳宏麟/程文欣。同年7月，她分别與高橋禮華以及早川賢一出戰美國羽毛球黃金大獎賽，在女雙決賽以2比0（21-19、21-17）擊敗了賽會2號種子、俄羅斯强強檔的瓦莱里亚·索罗金娜/尼娜·维斯洛娃，奪得其首個黃金大獎賽女雙冠軍；而混雙決賽以0比2（13-21、10-21）不敵跨國組合的美国：吴俊明/印尼：维塔·玛丽莎，贏得亞軍。同期7月，她與高橋禮華出戰加拿大羽毛球大獎賽，在女雙決賽以2比1（21-15、15-21、21-12）擊敗了隊友的米元小春/三木佑里子，贏得倆人本賽季第二个女雙冠軍。同年9月，她與高橋禮華出戰印尼羽毛球黃金大獎賽，在女雙決賽以2比1（21-12、12-21、21-13）擊敗了賽會2號種子、韓國強檔的嚴惠媛/張藝娜，贏得倆人本賽季第三個女雙冠軍。

### 2013年 处于成长、世锦赛
松友美佐紀和高橋禮華的世界排名在2013年3月20日登上新高第2位；她們在年內多站的超級系列賽，包括印度、日本、丹麥和香港站都能打進四強，更在馬來西亞和新加坡贏得亞軍。
2013年1月，松友美佐紀与高橋禮華出战馬來西亞羽毛球超級賽，在女双决赛以0比2（16-21、14-21）不敌赛会5号种子、中国的包宜鑫/田卿，赢得亚军。同年2月，她与高橋禮華出战德國羽毛球黃金大獎賽，在女双準决赛以0比2（20-22、17-21）不敌赛会4号种子、韩国强档的鄭景銀/金荷娜。同年4月，她与高橋禮華出战印度羽毛球超級賽，在女双準决赛以0比2（16-21、14-21）不敌赛会3号种子、队友的前田美順/末綱聰子。同年6月，她与高橋禮華出战新加坡羽毛球超級賽，在女双决赛以0比2（19-21、16-21）不敌赛会5号种子、中国的田卿/赵芸蕾，赢得亚军。同年8月，她參加中國廣州舉行的世界羽毛球錦標賽，分別與高橋禮華和早川賢一出戰女子雙打及混合雙打項目。女子雙打方面，她與高橋禮華以3號種子身分出戰，但在第二圈就以0比2（20-22、17-21）不敵泰國的娜丽莎帕·拉姆/莎拉丽·桑松卡姆出局。而混雙方面，她與早川賢一在首圈以2比0輕取捷克組合，第二圈再以2比0（21-7、21-19）力克13號種子、丹麥的安德斯·克里斯蒂安森/茱莉·霍曼晉級；第三圈又以2比1（21-16、11-21、21-11）擊敗韓國的金基正/鄭景銀，晉級八強；惜最終在苦戰三局後以1比2（10-21、21-17、19-21）不敵3號種子、印尼的通托维·艾哈迈德/利利亚纳·纳西尔出局。同年9月，她与高橋禮華出战日本羽毛球超級賽，在女双準决赛以0比2（16-21、14-21）不敌赛会3号种子、丹麦强档的克里斯汀娜·彼德森/卡米拉·吕特·尤尔。

### 2014年 亚运会银牌、世锦赛、超級賽總決賽奪冠
2014年2月，松友美佐紀与高橋禮華出战德國羽毛球黃金大獎賽，在女双决赛以2比0（23-21、24-22）击败了赛会2号种子、韩国强档的鄭景銀/金荷娜，赢得冠军。同年3月，她与高橋禮華出战全英羽毛球首要超級賽，在女双準决赛以0比2（17-21、12-21）不敌中国的马晋/唐渊渟。同年6月，她分别与高橋禮華以及早川賢一出战日本羽毛球超級賽，在女双决赛以2比0（21-13、21-14）击败了赛会4号种子、队友的垣岩令佳/前田美順，赢得羽球生涯中的第一座超级赛女双冠军；而混双準决赛以0比2（14-21、13-21）不敌赛会头号种子、中国的张楠/赵芸蕾。同期6月，她与高橋禮華出战澳洲羽毛球超級賽，在女双决赛以0比2（15-21、9-21）不敌赛会5号种子、中国的田卿/赵芸蕾，赢得亚军。同年8月，她參加丹麦哥本哈根舉行的世界羽毛球錦標賽，分別與早川賢一和高橋禮華出戰混合双打項目及女子双打項目。在混双方面，她與早川賢一以13號號種子身分出戰，故在首圈輪空；但在次圈激战三局以1比2（9-21、22-20、11-21）不敌丹麦组合的安德斯·克里斯蒂安森 /茱莉·霍曼出局。而女双方面，她與高橋禮華以3號種子身分出戰，故在首圈輪空；但在次圈以2比0（21-13、21-13）轻取俄罗斯的伊琳娜·克列布科 /克谢尼娅·波利卡波娃。在第三圈，負於16号種子、韩国的新秀组合李紹希 /申昇瓚的顽固，以0-2（14-21、15-21）遭到淘汰，16强止步。同年9月，她代表日本参加韩国仁川举办的亞洲運動會羽毛球比賽，她和高橋禮華出戰女子双打項目。她與高橋禮華以头號種子身分出戰，故在首圈輪空；在次圈鏖战三局以2比1（20-22、21-16、21-6）击败了印尼的苏琪·里基·安迪妮/蒂亚拉·罗萨莉娅·努莱达赫；八强中，直落两局以2比0（21-14、21-12）击败了泰国的当甲农·阿伦革颂/恭差拉·沃拉威七猜恭；四强中，面对马来西亚的許嘉雯/溫可微，毫无悬念地2比0（21-16、21-17）拿下对手；决赛中，硬碰赛会7号种子、印尼的尼蒂娅·克里欣达·马赫斯瓦里/格雷西娅·波利，在场上完全受到压制以0比2（15-21、9-21）不敌对手，赢得亚运会女子双打亚军。同年10月，她与高橋禮華出战丹麥羽毛球首要超級賽，在女双决赛以0比2（14-21、14-21）不敌赛会8号种子、中国的王晓理/于洋，赢得亚军。同年11月，她与高橋禮華出战中國羽毛球首要超級賽，在女双準决赛以0比2（15-21、16-21）不敌赛会2号种子、中国的田卿/赵芸蕾。同期11月，她与高橋禮華出战香港羽毛球超級賽，在女双决赛以0比2（13-21、13-21）不敌赛会2号种子、中国的田卿/赵芸蕾，赢得亚军。同年12月，她与高橋禮華出战世界羽聯超級系列賽總決賽，與高橋禮華以1號種子身分出戰。在小組賽階段先後擊敗丹麦的克里斯汀娜·彼德森/卡米拉·吕特·尤尔和韩国的鄭景銀/金荷娜，唯一只是输给了韩国另一组的張藝娜/金昭映，以赛会1號種子和小组頭名晉級八强。準決賽，鏖战三局以2比1（21-14、13-21、21-14）横扫中国的骆赢/骆羽。决赛中更是发挥出色，直落两局以2比0（21-17、21-14）横扫中国的田卿/赵芸蕾，夺得其首个世界羽联年终总决赛的女双冠军，亦是第一个日本组合赢得该项目的组合。

### 2015年 亚锦赛揽双季军、世锦赛、错失卫冕总决赛
2015年3月，松友美佐紀与高橋禮華出战印度羽毛球超級賽，在女双决赛以2比0（21-19、21-19）力克赛会2号种子、中国的骆赢/骆羽，赢得冠军。同年4月，她参加中国湖北省武汉市举办的亞洲羽毛球錦標賽，分别与高橋禮華以及早川賢一两位搭档征战。她与高橋禮華被赛会列为女双头号种子，在女双赛事中首圈輪空；次圈以2比0（21-11、21-13）轻取中華台北的許雅晴/白馭珀；八强中因对手的李紹希/申昇瓚弃赛晉級；四强中鏖战三局以1比2（18-21、21-18、15-21）不敌赛会4号种子、中国的王晓理/于洋，赢得亚锦赛女子双打季军。而混双赛事中，她與早川賢一没有被列为种子，从首圈直到八强都因对方退赛晉級，进入四强以0比2（17-21、19-21）不敌中国香港强档的李晉熙/周凱華，赢得亚锦赛混合双打季军。同年7月，她与高橋禮華出战中華台北羽毛球黃金大獎賽，在女双準决赛以0比2（12-21、16-21）不敌赛会4号种子、印尼强档的尼蒂娅·克里欣达·马赫斯瓦里/格雷西娅·波利。同年8月，她參加印尼雅加达舉行的世界羽毛球錦標賽，分別與早川賢一和高橋禮華出戰混合双打項目及女子双打項目。在混雙方面，她與早川賢一出戰，在首圈以2比0（21-17、21-16）战胜瑞典的约纳坦·努德 /伊美利·法贝克；但在次圈以0比2（19-21、20-22）負於4号種子、中国的刘成 /包宜鑫出局。而女雙方面，她與高橋禮華以1號種子身分出戰，故在首圈輪空；但在次圈以2比0（21-10、21-9）轻取马来西亚新秀的葉錚雯 /鍾慧琪。在第三圈，負於同样来自马来西亚的二号女双阿米莉亚·艾丽西娅·安瑟利 /宋佩珠，打满3局以1-2（15-21、21-12、14-21）不敌对手，连续2届遭到不同其他国家选手的冲击，再次16强止步。同年11月，她与高橋禮華出战中國羽毛球首要超級賽，在女双决赛以1比2（21-18、13-21、12-21）不敌中国的唐渊渟/于洋，赢得亚军。同年12月，她与高橋禮華出战世界羽聯超級系列賽總決賽，與高橋禮華以3號種子身分出戰。在小組賽階段先後擊敗国家队队友的福万尚子/與猶胡桃和韩国的蔡侑玎/金昭映，唯一只是输给了中国的骆赢/骆羽，仍然以赛会3號種子和小组頭名晉級八强。準決賽，直落两局以0比2（19-21、19-21）不敌中国的骆赢/骆羽，无缘卫冕该项目的冠军。

### 2016年 亚锦赛奪冠、加冕奧運金牌
2016年1月，松友美佐紀与高橋禮華出战馬來西亞羽毛球大師賽，在女双决赛以2比0（21-18、22-20）击败赛会6号种子、中国的唐渊渟/于洋，赢得冠军。同年3月，她与高橋禮華出战全英羽毛球首要超級賽，在女双决赛以2比0（21-10、21-12）击败了赛会6号种子、中国的唐渊渟/于洋，夺得其首个全英赛女双冠军，亦是第一个日本女双组合赢得该项目的冠军。同年3月，她与高橋禮華出战印度羽毛球超級賽，在女双决赛以2比0（21-18、21-18）击败了队友的福万尚子/與猶胡桃，赢得本赛季的第二个女双冠军。同年4月，她参加中国湖北省武汉市举办的亞洲羽毛球錦標賽，与高橋禮華征战。她与高橋禮華被赛会列为女双头号种子。故在首圈輪空；在次圈和八强中赛事中都横扫中国组合以及泰国组合晉級；四强中更是2比0（21-16、21-19）轻取韩国强档的張藝娜/李紹希；在决赛直落两局以2比0（21-13、21-15）击败了队友的福万尚子/與猶胡桃，首次赢得亚锦赛女双冠军，亦是第一个日本女双组合赢得该项目的冠军。同年5月，她与高橋禮華出战印尼羽毛球首要超級賽，在女双决赛以2比1（21-15、8-21、21-15）击败了赛会3号种子、中国的唐渊渟/于洋，赢得冠军。
同年8月，她第一次代表日本出戰巴西里約熱內盧舉行的奥林匹克运动会羽毛球比賽女子双打項目，與高橋禮華以1號種子身分出戰。在小組賽階段先後擊敗印度的瓦拉·古塔/阿什维尼·蓬纳帕、泰国的普蒂塔·素帕猜恭/沙西丽·德拉达那猜和荷兰的埃菲耶·穆斯肯斯/塞莱娜·皮克，以赛会1號種子和小组頭名晉級八强。半準決賽，松友美佐紀和高橋禮華面对马来西亚的許嘉雯/溫可微，以2比1（21-16、18-21、21-9）淘汰对手。準決賽，面對赛会4号种子、韩国的鄭景銀/申昇瓚，以2比0（21-16、21-15）轻取對手。決賽中，面对丹麦的克里斯汀娜·彼德森/卡米拉·吕特·尤尔，经历3局的激战，松友美佐紀與高橋禮華在首局落敗的情况下连續扳回两局，最終以2比1（18-21、21-9、21-19）取勝，為日本在奧運會奪得第一面羽毛球金牌。
同年9月，她与高橋禮華出战日本羽毛球超级赛，在女双决赛以1比2（21-19、18-21、12-21）不敌赛会2号种子、丹麦强档的克里斯汀娜·彼德森/卡米拉·吕特·尤尔，赢得亚军。同年10月，她与高橋禮華出战丹麥羽毛球首要超級賽，在女双决赛以2比1（19-21、21-11、21-16）击败了赛会2号种子、韩国强档的鄭景銀/申昇瓚，赢得冠军。

### 2017年 亚锦赛二连冠、状态回升
2017年4月，松友美佐紀与高橋禮華出战馬來西亞羽毛球首要超級賽，在女双準决赛以0比2（18-21、19-21）不敌队友的福島由紀/廣田彩花。同期4月，她与高橋禮華出战新加坡羽毛球超級賽，在女双决赛以1比2（18-21、21-14、15-21）不敌赛会2号种子、丹麦强档的卡米拉·吕特·尤尔/克里斯汀娜·彼德森，赢得亚军。同年4月，她与高橋禮華参加中国湖北省武汉市举办的亞洲羽毛球錦標賽，从首圈一路淘汰了新加坡的王俪颖/黄嘉盈、韩国的蔡侑玎/金昭映、马来西亚的許嘉雯/溫可微；四强中，面对赛会3号种子、韩国的張藝娜/李紹希，发挥出色以2比0（21-14、21-10）完胜对手。决赛中，迎来了本届黑马、韩国的金慧麟/柳海媛，鏖战三局以2比1（21-19、16-21、21-10）力克对手，亦是第一个日本组合在该项目中实现了二连冠状举。同年6月，她与高橋禮華出战澳洲羽毛球超級賽，在女双决赛以2比0（21-10、21-13）战胜了赛会2号种子、丹麦的卡米拉·吕特·尤尔/克里斯汀娜·彼德森，赢得冠军。同年9月，她与高橋禮華出战日本羽毛球超級賽，在女双决赛以2比0（21-18、21-16）击败了韩国的金荷娜/孔熙容，赢得冠军。

### 2018年
2018年1月，松友美佐紀与高橋禮華出战印尼羽毛球大師賽，在女双决赛以2比0（21-17、21-12）击败了赛会8号种子、印尼强档的格雷西娅·波利/阿普里亚尼·拉哈育，赢得冠军。同年4月，她参加中国湖北省武汉市举办的亞洲羽毛球錦標賽。她与高橋禮華被赛会列为2号种子，在首圈以2比0（21-6、21-7）轻取斯里兰卡的蒂利妮·普拉莫迪卡·亨达赫瓦/卡文迪·伊斯汉迪卡·西丽万内奇；次圈在首局拿下后，第二局对手的沙威丽·阿米达拜/帕冲攀·磋楚翁退赛；在八强中，直落两局以2比0（21-19、21-14）击退了赛会5号种子、印尼强档的格雷西娅·波利/阿普里亚尼·拉哈育；四强中，鏖战三局以2比1（21-17、20-22、21-14）击败韩国新组合的金昭映/孔熙容；决赛中，迎来了赛会3号种子、队友的福島由紀/廣田彩花，激战三局以1比2（18-21、21-18、15-21）不敌对手，错失了卫冕女双冠军，后者更是成为第二个日本组合夺得该项目冠军，延续了日本女双第三次拿下冠军宝座。同年7月，她与高橋禮華出战印尼羽毛球公開賽，在女双準决赛以1比2（23-25、21-12、13-21）不敌赛会2号种子、队友的福島由紀/廣田彩花。同期7月，她与高橋禮華出战泰國羽毛球公開賽，在女双决赛以0比2（13-21、10-21）不敌赛会4号种子、印尼强档的格雷西娅·波利/阿普里亚尼·拉哈育，赢得亚军。

## 技術特點
松友美佐紀/高橋禮華組合除了繼承傳統日本女雙防守反擊、多拍拉吊的特點之外，松友美佐紀在網前球的處理表現出色，但是後場進攻較差，進攻時主要以松友在前、高橋在後為主。

## 主要比賽成績
只列出曾進入準決賽的國際賽事成績：
| 年份   | 賽事                     | 公開賽級別 | 項目     | 拍檔     | 成績   |
| ------ | ------------------------ | ---------- | -------- | -------- | ------ |
| 2008年 | 大阪羽毛球國際挑戰賽     | 國際挑戰賽 | 混合雙打 | 和田周   | 準決賽 |
| 2009年 | 大阪羽毛球國際挑戰賽     | 國際挑戰賽 | 女子雙打 | 高橋禮華 | 冠軍   |
| 2009年 | 比利時羽毛球國際賽       | 國際挑戰賽 | 女子單打 | －       | 亞軍   |
| 2009年 | 比利時羽毛球國際賽       | 國際挑戰賽 | 女子雙打 | 高橋禮華 | 冠軍   |
| 2009年 | 印度羽毛球大獎賽         | 大獎賽     | 女子雙打 | 高橋禮華 | 冠軍   |
| 2010年 | 大阪羽毛球國際挑戰賽     | 國際挑戰賽 | 女子雙打 | 高橋禮華 | 亞軍   |
| 2010年 | 世界青年羽毛球錦標賽     | 其他       | 女子單打 | －       | 亞軍   |
| 2011年 | 俄羅斯羽毛球大獎賽       | 大獎賽     | 女子雙打 | 高橋禮華 | 亞軍   |
| 2011年 | 俄羅斯羽毛球大獎賽       | 大獎賽     | 混合雙打 | 早川賢一 | 準決賽 |
| 2012年 | 澳洲羽毛球黃金大獎賽     | 黃金大獎賽 | 混合雙打 | 早川賢一 | 準決賽 |
| 2012年 | 優霸盃                   | 其他       | 女子團體 | －       | 季軍   |
| 2012年 | 美國羽毛球黃金大獎賽     | 黃金大獎賽 | 女子雙打 | 高橋禮華 | 冠軍   |
| 2012年 | 美國羽毛球黃金大獎賽     | 黃金大獎賽 | 混合雙打 | 早川賢一 | 亞軍   |
| 2012年 | 加拿大羽毛球大獎賽       | 大獎賽     | 女子雙打 | 高橋禮華 | 冠軍   |
| 2012年 | 印尼羽毛球黃金大獎賽     | 黃金大獎賽 | 女子雙打 | 高橋禮華 | 冠軍   |
| 2012年 | 丹麥羽毛球首要超級賽     | 首要超級賽 | 女子雙打 | 高橋禮華 | 亞軍   |
| 2013年 | 馬來西亞羽毛球超級賽     | 超級賽     | 女子雙打 | 高橋禮華 | 亞軍   |
| 2013年 | 德國羽毛球黃金大獎賽     | 黃金大獎賽 | 女子雙打 | 高橋禮華 | 準決賽 |
| 2013年 | 印度羽毛球超級賽         | 超級賽     | 女子雙打 | 高橋禮華 | 準決賽 |
| 2013年 | 新加坡羽毛球超級賽       | 超級賽     | 女子雙打 | 高橋禮華 | 亞軍   |
| 2013年 | 日本羽毛球超級賽         | 超級賽     | 女子雙打 | 高橋禮華 | 準決賽 |
| 2013年 | 丹麥羽毛球首要超級賽     | 首要超級賽 | 女子雙打 | 高橋禮華 | 準決賽 |
| 2013年 | 香港羽毛球超級賽         | 超級賽     | 女子雙打 | 高橋禮華 | 準決賽 |
| 2014年 | 馬來西亞羽毛球首要超級賽 | 首要超級賽 | 女子雙打 | 高橋禮華 | 亞軍   |
| 2014年 | 德國羽毛球黃金大獎賽     | 黃金大獎賽 | 女子雙打 | 高橋禮華 | 冠軍   |
| 2014年 | 全英羽毛球首要超級賽     | 首要超級賽 | 女子雙打 | 高橋禮華 | 準決賽 |
| 2014年 | 新加坡羽毛球超級賽       | 超級賽     | 女子雙打 | 高橋禮華 | 準決賽 |
| 2014年 | 優霸盃                   | 其他       | 女子團體 | －       | 亞軍   |
| 2014年 | 日本羽毛球超級賽         | 超級賽     | 女子雙打 | 高橋禮華 | 冠軍   |
| 2014年 | 日本羽毛球超級賽         | 超級賽     | 混合雙打 | 早川賢一 | 準決賽 |
| 2014年 | 澳洲羽毛球超級賽         | 超級賽     | 女子雙打 | 高橋禮華 | 亞軍   |
| 2014年 | 亞洲運動會羽毛球比賽     | 其他       | 女子團體 | －       | 銅牌   |
| 2014年 | 亞洲運動會羽毛球比賽     | 其他       | 女子雙打 | 高橋禮華 | 銀牌   |
| 2014年 | 丹麥羽毛球首要超級賽     | 首要超級賽 | 女子雙打 | 高橋禮華 | 亞軍   |
| 2014年 | 中國羽毛球首要超級賽     | 首要超級賽 | 女子雙打 | 高橋禮華 | 準決賽 |
| 2014年 | 香港羽毛球超級賽         | 超級賽     | 女子雙打 | 高橋禮華 | 亞軍   |
| 2014年 | 世界羽聯超級系列賽總決賽 | 首要超級賽 | 女子雙打 | 高橋禮華 | 冠軍   |
| 2015年 | 印度羽毛球超級賽         | 超級賽     | 女子雙打 | 高橋禮華 | 冠軍   |
| 2015年 | 新加坡羽毛球超級賽       | 超級賽     | 女子雙打 | 高橋禮華 | 亞軍   |
| 2015年 | 亞洲羽毛球錦標賽         | 其他       | 女子雙打 | 高橋禮華 | 準決賽 |
| 2015年 | 亞洲羽毛球錦標賽         | 其他       | 混合雙打 | 早川賢一 | 準決賽 |
| 2015年 | 蘇迪曼盃                 | 其他       | 混合團體 | －       | 亞軍   |
| 2015年 | 澳洲羽毛球超級賽         | 超級賽     | 女子雙打 | 高橋禮華 | 準決賽 |
| 2015年 | 中華台北羽毛球黃金大獎賽 | 黃金大獎賽 | 女子雙打 | 高橋禮華 | 準決賽 |
| 2015年 | 中國羽毛球首要超級賽     | 首要超級賽 | 女子雙打 | 高橋禮華 | 亞軍   |
| 2015年 | 世界羽聯超級系列賽總決賽 | 首要超級賽 | 女子雙打 | 高橋禮華 | 準決賽 |
| 2016年 | 馬來西亞羽毛球大師賽     | 黃金大獎賽 | 女子雙打 | 高橋禮華 | 冠軍   |
| 2016年 | 亞洲羽毛球團體錦標賽     | 其他       | 女子團體 | －       | 亞軍   |
| 2016年 | 德國羽毛球黃金大獎賽     | 黃金大獎賽 | 女子雙打 | 高橋禮華 | 準決賽 |
| 2016年 | 全英羽毛球首要超級賽     | 首要超級賽 | 女子雙打 | 高橋禮華 | 冠軍   |
| 2016年 | 印度羽毛球超級賽         | 超級賽     | 女子雙打 | 高橋禮華 | 冠軍   |
| 2016年 | 新加坡羽毛球超级赛       | 超級賽     | 女子雙打 | 高橋禮華 | 亞軍   |
| 2016年 | 亞洲羽毛球錦標賽         | 其他       | 女子雙打 | 高橋禮華 | 冠軍   |
| 2016年 | 優霸盃                   | 其他       | 女子團體 | －       | 季軍   |
| 2016年 | 印尼羽毛球首要超級賽     | 首要超級賽 | 女子雙打 | 高橋禮華 | 冠軍   |
| 2016年 | 奧林匹克運動會羽毛球比賽 | 其他       | 女子雙打 | 高橋禮華 | 金牌   |
| 2016年 | 日本羽毛球超级赛         | 超級賽     | 女子雙打 | 高橋禮華 | 亞軍   |
| 2016年 | 丹麥羽毛球首要超級賽     | 首要超級賽 | 女子雙打 | 高橋禮華 | 冠軍   |
| 2016年 | 法國羽毛球超級賽         | 超級賽     | 女子雙打 | 高橋禮華 | 準決賽 |
| 2016年 | 世界羽聯超級系列賽總決賽 | 首要超級賽 | 女子雙打 | 高橋禮華 | 亞軍   |
| 2017年 | 亞洲羽毛球混合團體錦標賽 | 其他       | 混合團體 | －       | 冠軍   |
| 2017年 | 馬來西亞羽毛球首要超級賽 | 首要超級賽 | 女子雙打 | 高橋禮華 | 準決賽 |
| 2017年 | 新加坡羽毛球超級賽       | 超級賽     | 女子雙打 | 高橋禮華 | 亞軍   |
| 2017年 | 亞洲羽毛球錦標賽         | 其他       | 女子雙打 | 高橋禮華 | 冠軍   |
| 2017年 | 蘇迪曼盃                 | 其他       | 混合團體 | －       | 季軍   |
| 2017年 | 澳洲羽毛球超級賽         | 超級賽     | 女子雙打 | 高橋禮華 | 冠軍   |
| 2017年 | 世界羽毛球錦標賽         | 其他       | 女子雙打 | 高橋禮華 | 季軍   |
| 2017年 | 韓國羽毛球超級賽         | 超級賽     | 女子雙打 | 高橋禮華 | 準決賽 |
| 2017年 | 日本羽毛球超級賽         | 超級賽     | 女子雙打 | 高橋禮華 | 冠軍   |
| 2018年 | 印尼羽毛球大師賽         | 超級500賽  | 女子雙打 | 高橋禮華 | 冠軍   |
| 2018年 | 亞洲羽毛球團體錦標賽     | 其他       | 女子團體 | －       | 冠軍   |
| 2018年 | 亞洲羽毛球錦標賽         | 其他       | 女子雙打 | 高橋禮華 | 亞軍   |
| 2018年 | 優霸盃                   | 其他       | 女子團體 | －       | 冠軍   |
| 2018年 | 馬來西亞羽球公開賽       | 超級750賽  | 女子雙打 | 高橋禮華 | 冠軍   |
| 2018年 | 印尼羽毛球公開賽         | 超級1000賽 | 女子雙打 | 高橋禮華 | 準決賽 |
| 2018年 | 泰國羽毛球公開賽         | 超級500賽  | 女子雙打 | 高橋禮華 | 亞軍   |
| 2018年 | 亞洲運動會羽毛球比賽     | 其他       | 女子團體 | －       | 金牌   |
| 2018年 | 亞洲運動會羽毛球比賽     | 其他       | 女子雙打 | 高橋禮華 | 銀牌   |
| 2018年 | 中國羽毛球公開賽         | 超級1000賽 | 女子雙打 | 高橋禮華 | 冠軍   |
| 2018年 | 韓國羽毛球公開賽         | 超級500賽  | 女子雙打 | 高橋禮華 | 冠軍   |
| 2018年 | 中國福州羽毛球公開賽     | 超級750賽  | 女子雙打 | 高橋禮華 | 準決賽 |
| 2018年 | 世界羽聯世界巡迴賽總決賽 | 總決賽     | 女子雙打 | 高橋禮華 | 冠軍   |
| 2019年 | 馬來西亞羽毛球大師賽     | 超級500賽  | 女子雙打 | 高橋禮華 | 準決賽 |
| 2019年 | 印度尼西亞羽毛球大師賽   | 超級500賽  | 女子雙打 | 高橋禮華 | 冠軍   |
| 2019年 | 德國羽毛球公開賽         | 超級300賽  | 女子雙打 | 高橋禮華 | 亞軍   |
| 2019年 | 紐西蘭羽毛球公開賽       | 超級300賽  | 女子雙打 | 高橋禮華 | 亞軍   |
| 2019年 | 蘇迪曼盃                 | 其他       | 混合團體 | －       | 亞軍   |
| 2019年 | 澳洲羽毛球公開賽         | 超級300賽  | 女子雙打 | 高橋禮華 | 準決賽 |
| 2019年 | 印尼羽毛球公開賽         | 超級1000賽 | 女子雙打 | 高橋禮華 | 亞軍   |
| 2019年 | 日本羽毛球公開賽         | 超級750賽  | 女子雙打 | 高橋禮華 | 準決賽 |
| 2019年 | 中國羽毛球公開賽         | 超級1000賽 | 女子雙打 | 高橋禮華 | 亞軍   |
| 2019年 | 韓國羽毛球大師賽         | 超級300賽  | 女子雙打 | 高橋禮華 | 亞軍   |
| 2020年 | 印尼羽毛球大師賽         | 超級500賽  | 女子雙打 | 高橋禮華 | 準決賽 |
| 2020年 | 全英羽毛球公開賽         | 超級1000賽 | 女子雙打 | 高橋禮華 | 準決賽 |
| 2021年 | 全英羽毛球公開賽         | 超級1000賽 | 混合雙打 | 金子祐樹 | 亞軍   |
| 2021年 | 蘇迪曼盃                 | 其他       | 混合團體 | －       | 亞軍   |
| 2021年 | 優霸盃                   | 其他       | 女子團體 | －       | 亞軍   |
| 2022年 | 優霸盃                   | 其他       | 女子團體 | －       | 季軍   |
| 2023年 | 印尼羽毛球大师赛         | 超級500賽  | 混合雙打 | 金子祐樹 | 準決賽 |
| 2023年 | 賽義德·莫迪羽毛球國際賽  | 超級300賽  | 混合雙打 | 金子祐樹 | 亞軍   |

| 2007-2017年 | 首要超級賽 | 超級賽 | 黃金大獎賽 | 大獎賽 | 國際挑戰賽 | 國際系列賽 | 未來系列賽 | 其他 |

| 2018-2026年 | 總決賽 | 超級1000賽 | 超級750賽 | 超級500賽 | 超級300賽 | 超級100賽 | 國際挑戰賽 | 國際系列賽 | 未來系列賽 | 其他 |

### 世界冠軍頭銜
松友美佐紀在羽毛球生涯中共奪得2項羽毛球世界冠軍頭銜。
| 賽事                     | 奪冠次數 | 年份               |
| ------------------------ | -------- | ------------------ |
| 奧林匹克運動會羽毛球比賽 | 1        | 2016年（女子雙打） |
| 優霸盃                   | 1        | 2018年（女子團體） |
| 總計                     | 2        |                    |

### 奧運會和世錦賽參賽紀錄
|          | 搭檔     | 2011 | 2012 | 2013 | 2014 | 2015 | 2016 | 2017 | 2018 | 2019 | 2020 | 2021 | 2022 | 2023 |
| -------- | -------- | ---- | ---- | ---- | ---- | ---- | ---- | ---- | ---- | ---- | ---- | ---- | ---- | ---- |
| 女子雙打 | 高橋禮華 | 16強 | －   | 32強 | 16強 | 16強 | 金牌 | 季軍 | 16強 | 8強  | －   | －   | －   | －   |
|          |          |      |      |      |      |      |      |      |      |      |      |      |      |      |
| 混合雙打 | 早川賢一 | －   | －   | 8強  | 32強 | 32強 | －   | －   | －   | －   | －   | －   | －   | －   |
| 混合雙打 | 小林優吾 | －   | －   | －   | －   | －   | －   | －   | 32強 | －   | －   | －   | －   | －   |
| 混合雙打 | 金子祐樹 | －   | －   | －   | －   | －   | －   | －   | －   | 32強 | －   | 8強  | 32強 | 64強 |

## 主要对賽记录
松友美佐紀與主要對手的對賽成績如下（只列出對賽五次或以上對手，截至2021年8月19日）：
女雙 - 高橋禮華
| 對手                         | 對賽次數 | 對賽結果 | 對賽結果 | 總計 |
| 對手                         | 對賽次數 | 勝       | 負       | 總計 |
| ---------------------------- | -------- | -------- | -------- | ---- |
| 福万尚子 與猶胡桃            | 11       | 10       | 1        | +9   |
| 福島由紀 廣田彩花            | 11       | 4        | 7        | -3   |
| 松本麻佑 永原和可那          | 8        | 4        | 4        | ±0   |
| 田中志穗 米元小春            | 8        | 5        | 3        | +2   |
| 內藤真實 松尾靜香 （已退役） | 8        | 5        | 3        | +2   |
| 垣岩令佳 藤井瑞希 （已退役） | 6        | 2        | 4        | -2   |
| 前田美順 垣岩令佳 （已退役） | 5        | 5        | 0        | +5   |

| 對手                                          | 對賽次數 | 對賽結果 | 對賽結果 | 總計 |
| 對手                                          | 對賽次數 | 勝       | 負       | 總計 |
| --------------------------------------------- | -------- | -------- | -------- | ---- |
| 克里斯汀娜·彼德森 卡米拉·吕特·尤尔 （已退役） | 17       | 11       | 6        | +5   |
| 赵芸蕾 田卿 （已退役）                        | 14       | 5        | 9        | -4   |
| 李紹希 申昇瓚                                 | 13       | 7        | 6        | +1   |
| 格雷西娅·波利 阿普里亚尼·拉哈育               | 12       | 10       | 2        | +8   |
| 許嘉雯 溫可微 （組合不存在）                  | 11       | 11       | 0        | +11  |
| 陈清晨 贾一凡                                 | 11       | 5        | 6        | -1   |
| 杜玥 李茵晖                                   | 10       | 6        | 4        | +2   |
| 金荷娜 鄭景銀 （組合不存在）                  | 9        | 3        | 6        | -3   |
| 骆羽 骆赢 （已退役）                          | 9        | 7        | 2        | +5   |
| 普蒂塔·素帕猜恭 沙西丽·德拉达那猜             | 8        | 7        | 1        | +6   |
| 阿什維尼·蓬納帕 斯基·雷迪                     | 8        | 8        | 0        | +8   |
| 宗功攀·吉迪特拉恭 拉温达·巴宗哉               | 7        | 7        | 0        | +7   |
| 鄭景銀 申昇瓚 （組合不存在）                  | 7        | 5        | 2        | +3   |
| P.Z.贝尔纳德特 R.A.普拉蒂普塔 （組合不存在）  | 7        | 7        | 0        | +7   |
| 加夫列拉·斯托伊娃 斯蒂法尼·斯托伊娃           | 7        | 4        | 3        | +1   |
| 金昭映 孔熙容                                 | 6        | 5        | 1        | +4   |
| 塞莱娜·皮克 埃菲耶·穆斯肯斯 （組合不存在）    | 6        | 6        | 0        | +6   |
| D.D.哈里斯 R.A.普拉蒂普塔                     | 6        | 6        | 0        | +6   |
| 黄惠恩 黄惠龄 （已退役）                      | 6        | 5        | 1        | +4   |
| 鄒美君 李明艷                                 | 6        | 6        | 0        | +6   |
| 格雷西娅·波利 N.K.马赫斯瓦里 （組合不存在）   | 5        | 3        | 2        | +1   |
| 張藝娜 鄭景銀 （組合不存在）                  | 5        | 3        | 2        | +1   |
| 蔡侑玎 金昭映 （組合不存在）                  | 5        | 5        | 0        | +5   |
| 于洋 王晓理 （已退役）                        | 5        | 1        | 4        | -3   |
| 于洋 唐渊渟 （已退役）                        | 5        | 3        | 2        | +1   |
| 当甲农·阿伦革颂 K.沃拉威七猜恭 （已退役）     | 5        | 4        | 1        | +3   |
| 高我羅 柳海媛 （已退役）                      | 5        | 5        | 0        | +5   |

混雙 - 早川賢一
主要对手
| 對手                            | 對賽次數 | 對賽結果 | 對賽結果 | 總計 |
| 對手                            | 對賽次數 | 勝       | 負       | 總計 |
| ------------------------------- | -------- | -------- | -------- | ---- |
| 通托维·艾哈迈德 利利亚纳·纳西尔 | 5        | 0        | 5        | -5   |
| 张楠 赵芸蕾                     | 5        | 0        | 5        | -5   |
| 刘成 包宜鑫                     | 5        | 0        | 5        | -5   |
| 克里斯·爱德考克 加布里·爱德考克 | 5        | 1        | 4        | -3   |
| 金基正 鄭景銀                   | 5        | 1        | 4        | -3   |

## 備註
1. ↑  中山紀子曾經於1972年夏季奧林匹克運動會羽毛球比賽贏得女單金牌，但該屆羽毛球比賽為示範項目，故不列入國家獎牌紀錄。